# Angle mort

La voiture bleue voit la voiture verte, mais la voiture rouge reste dans l'angle mort car hors de la portée des rétroviseurs.

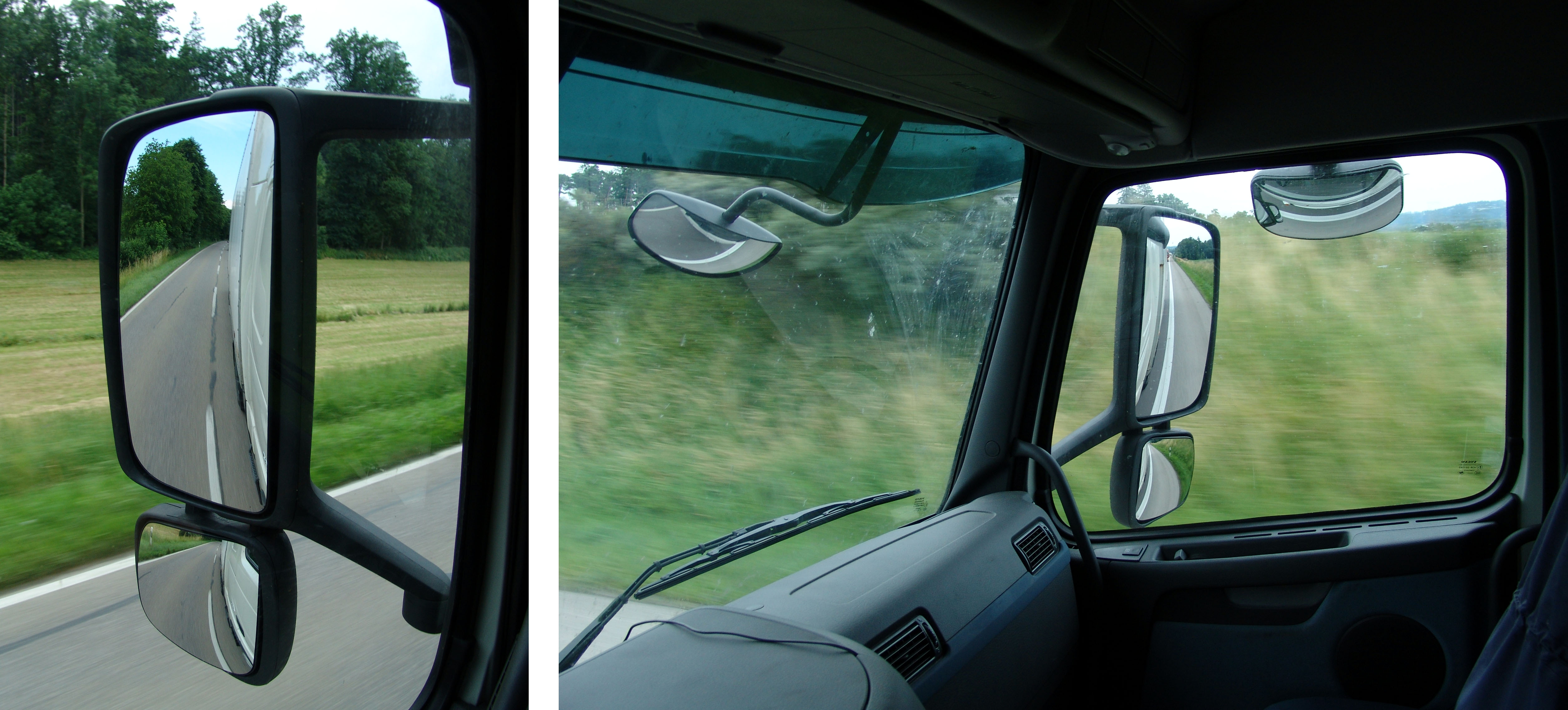
Pour compenser l'absence de vision directe, certains poids-lourds disposent de plusieurs rétroviseurs pour réduire les angles morts(Volvo FH)

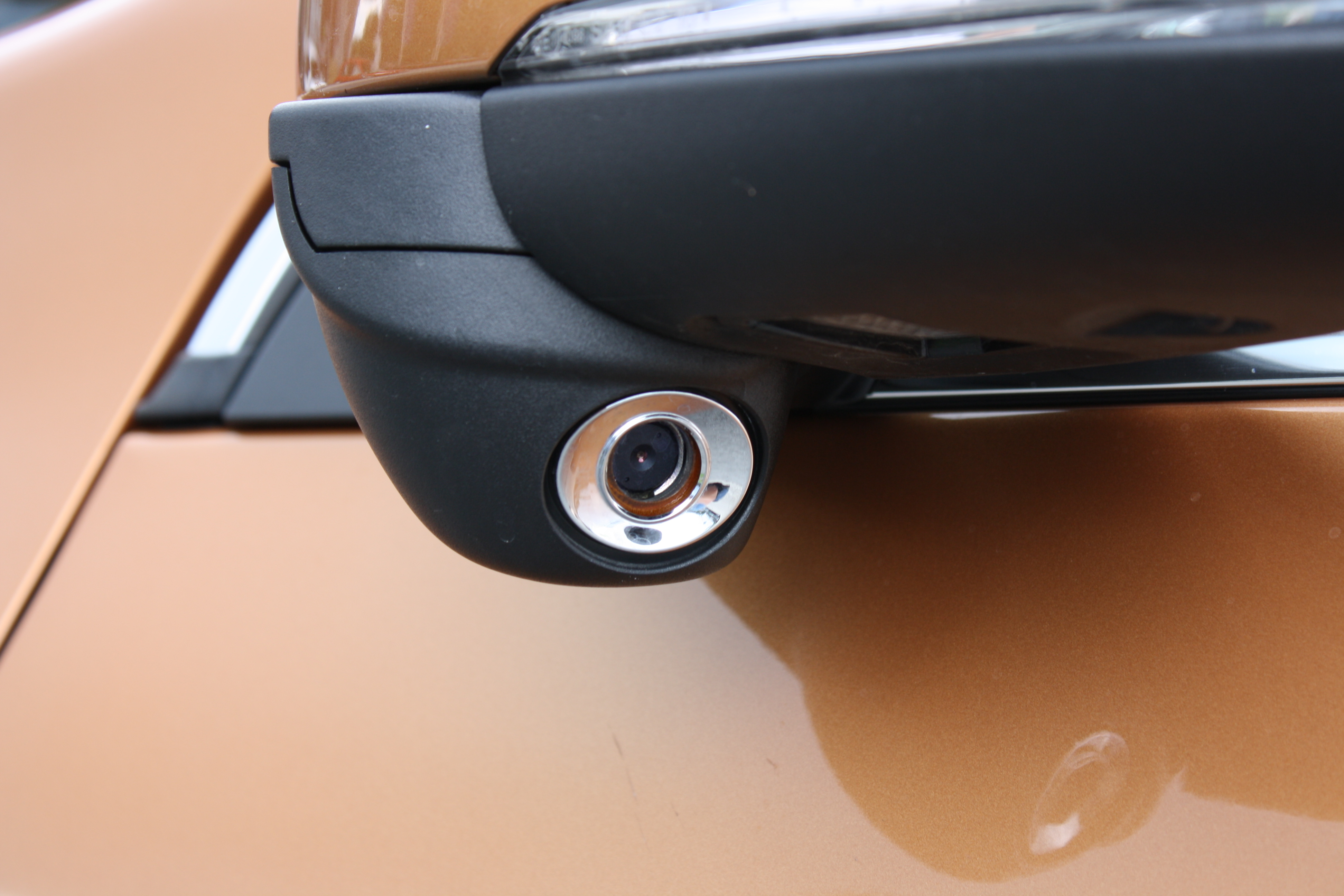
Capteur et calculateur détecteur d'angle mort, ici sur un Volvo S60

Pour les articles homonymes, voir Angle mort (homonymie) et Angle (homonymie).
L'angle mort est la zone inaccessible au champ de vision d'un conducteur de véhicule qui ne lui permet pas de voir une partie de son environnement. Ce masque peut cacher un autre véhicule, un usager vulnérable ou un obstacle pendant un bref ou long instant en fonction de la vitesse relative entre les deux protagonistes.

## Analyse
Cette faiblesse momentanée de la vision peut avoir deux causes. La principale, c'est qu'un certain angle de la vision latérale arrière n'est couvert à gauche comme à droite ni par le champ des rétroviseurs ni par la vue du conducteur s'il ne tourne pas la tête. L'autre cause possible d'un angle mort est la présence dans l’œil du point aveugle qui empêche de voir un objet sous un certain angle étroit si l'on utilise qu'un seul œil. Cette défaillance n'apparaît pas si les deux yeux sont dirigés vers cet objet, car l'un compense l'autre. D'où la nécessité de bien regarder avant d'aborder une situation à risque.
Avant les changements de file, les sorties de stationnement ou encore les sorties de rond-point, la vérification des angles morts est nécessaire pour assurer la sécurité des usagers de la route. La vérification se fait en tournant la tête et en jetant un bref coup d'œil avant de s'engager. Il est également important de vérifier l'angle mort en tournant la tête avant d'ouvrir sa portière et de descendre de son véhicule pour éviter un accident avec un deux-roues.
Pour les piétons, et autres usagers vulnérables les angles morts des poids lourds sont particulièrement dangereux, notamment en zone urbaine, alors même que ce danger varie en fonction du type de la conception de la cabine. Ceci peut conduire certaines villes comme Londres à restreindre les types de poids lourds autorisés à circuler en ville.
Le conducteur d'un véhicule doit prendre en compte l'angle mort pour éviter de provoquer un accident de vélo.
Depuis le 1er janvier 2021, les véhicules de 3,5 tonnes et plus doivent afficher un logo « Attention angles morts ». Ces autocollants s'appliquent aux véhicules de transports de marchandises ainsi qu'aux véhicules de transports de passagers.

## Règlementation
En France, depuis le premier janvier 2021, pour prévenir du danger, les poids-lourds ont l'obligation d'être équipés d'un autocollant signalant la présence d'angle mort sur le véhicule. Cette obligation concerne les véhicules de transport de bien ainsi que les véhicules de transport de personnes, mais les autocollants ne sont pas les mêmes.

## Tramways et trains

Panneau d'avertissement générique utilisé pour avertir des angles morts autour des tramways et des trains

Des angles morts existent aussi autour des tramways et des trains (locomotives avec wagons et automotrices),,.